# Kenia na Letnich Igrzyskach Paraolimpijskich 2012
Kenię na Letnich Igrzyskach Paraolimpijskich 2012 w Londynie reprezentowało 13 zawodników. Był to dziesiąty start reprezentacji Kenii na Letnich igrzyskach paraolimpijskich.

## Zdobyte medale
| Medal  | Zawodnik       | Dyscyplina    | Konkurencja          | Data       |
| ------ | -------------- | ------------- | -------------------- | ---------- |
| Złoto  | Samwel Kimani  | Lekkoatletyka | Bieg na 1500 m (T11) | 3 września |
| Złoto  | Abraham Tarbei | Lekkoatletyka | Bieg na 1500 m (T46) | 4 września |
| Srebro | David Korir    | Lekkoatletyka | Bieg na 1500 m (T13) | 4 września |
| Srebro | David Korir    | Lekkoatletyka | Bieg na 800 m (T13)  | 8 września |
| Brąz   | Henry Kirwa    | Lekkoatletyka | Bieg na 5000 m (T12) | 3 września |
| Brąz   | Abraham Tarbei | Lekkoatletyka | Bieg na 800 m (T46)  | 8 września |

## Kadra

### Lekkoatletyka
Mężczyźni
| Zawodnik           | Konkurencja   | Kwalifikacje | Kwalifikacje | Półfinał | Półfinał | Finał    | Finał   |
| Zawodnik           | Konkurencja   | Wynik        | Pozycja      | Wynik    | Pozycja  | Wynik    | Pozycja |
| ------------------ | ------------- | ------------ | ------------ | -------- | -------- | -------- | ------- |
| Henry Mwendo       | 200 m (T12)   | 22.88        | 4. q         | 23.24    | 4.       | NQ       | NQ      |
| Henry Mwendo       | 400 m (T12)   | 52.67        | 4.           | NQ       | NQ       | NQ       | NQ      |
| David Korir        | 800 m (T13)   | 1:54.56      | 1. Q         | —        | —        | 1:53.16  |         |
| David Korir        | 1500 m (T13)  | 3:53.96      | 1. Q         | —        | —        | 3:48.84  |         |
| Stanley Cheruiyot  | 800 m (T46)   | 1:59.23      | 3. Q         | —        | —        | 2:03.78  | 7.      |
| Stanley Cheruiyot  | 1500 m (T46)  | 4:01.58      | 5. q         | —        | —        | 4:02.54  | 11.     |
| Jonah Chesum       | 800 m (T46)   | 1:55.51      | 4. q         | —        | —        | 1:56.57  | 6.      |
| Jonah Chesum       | 1500 m (T46)  | 3:59.72      | 2. Q         | —        | —        | 4:00.38  | 7.      |
| Abraham Tarbei     | 800 m (T46)   | 1:55.39      | 3. Q         | —        | —        | 1:53.03  |         |
| Abraham Tarbei     | 1500 m (T46)  | 3:59.79      | 1. Q         | —        | —        | 3:50.15  |         |
| Samwel Kimani      | 1500 m (T11)  | 4:09.44      | 1. Q         | —        | —        | 3:58.37  |         |
| Immanuel Cheruiyot | 1500 m (T11)  | DSQ          | DSQ          | —        | —        | NQ       | NQ      |
| Immanuel Cheruiyot | 5000 m (T11)  | —            | —            | —        | —        | 16:39.73 | 10.     |
| Henry Kirwa        | 1500 m (T13)  | 3:55.35      | 2. Q         | —        | —        | 3:53.55  | 5.      |
| Henry Kirwa        | 5000 m (T12)  | —            | —            | —        | —        | 14:20.76 |         |
| Wilson Bii         | 5000 m (T11)  | —            | —            | —        | —        | DNF      | DNF     |
| Francis Karanja    | 5000 m (T11)  | —            | —            | —        | —        | 15:56.67 | 4.      |
| Henry Wanyoike     | Maraton (T12) | —            | —            | —        | —        | DNF      | DNF     |

Kobiety
| Zawodnik     | Konkurencja             | Kwalifikacje | Kwalifikacje | Półfinał | Półfinał | Finał   | Finał  | Finał   |
| Zawodnik     | Konkurencja             | Wynik        | Pozycja      | Wynik    | Pozycja  | Wynik   | Punkty | Pozycja |
| ------------ | ----------------------- | ------------ | ------------ | -------- | -------- | ------- | ------ | ------- |
| Hanah Mwangi | 100 m (T12)             | 13.58        | 3.           | NQ       | NQ       | NQ      | —      | NQ      |
| Hanah Mwangi | 200 m (T12)             | DSQ          | DSQ          | —        | —        | NQ      | —      | NQ      |
| Hanah Mwangi | 400 m (T12)             | DSQ          | DSQ          | NQ       | NQ       | NQ      | —      | NQ      |
| Mary Zakayo  | Pchnięcie kulą (F57/58) | —            | —            | —        | —        | 7.70 m  | 677    | 13.     |
| Mary Zakayo  | Rzut dyskiem (F57/58)   | —            | —            | —        | —        | 17.53 m | 399    | 15.     |
| Mary Zakayo  | Rzut oszczepem (F57/58) | —            | —            | —        | —        | 16.86 m | 650    | 13.     |